# Betacam
O Digital Betacam (abreviado “DigiBeta”) é uma família de formatos de videoteipes (fitas de vídeo magnéticas) profissionais de meia polegada (1/2") criada pela Sony em 1982. As fitas têm dois tamanhos diferentes: "S" (do inglês small, pequeno) e "L" (do inglês large, grande). Porém, as câmeras Betacam suportam apenas o tamanho "S", enquanto que os aparelhos de videocassete suportam ambos os formatos. Os cassetes e caixas possuem cores diferentes, dependendo do formato específico em questão. Betacam incorpora uma chave mecânica que permite ao aparelho de videocassete identificar a que sistema pertence a fita inserida nele. Sendo considerado um sistema altamente compatível e com uma ampla evolução.

## Variantes

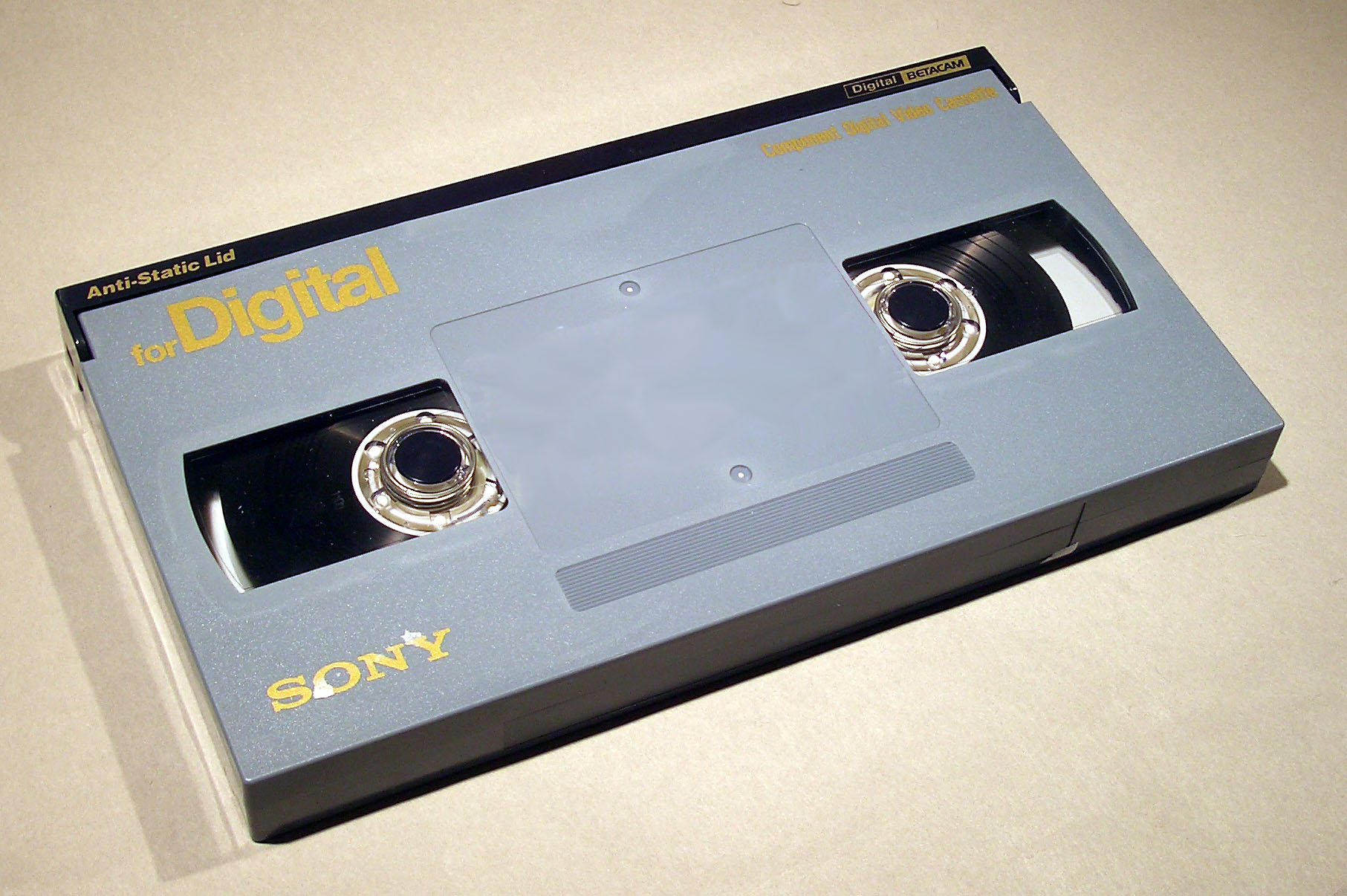
Betacam Digital

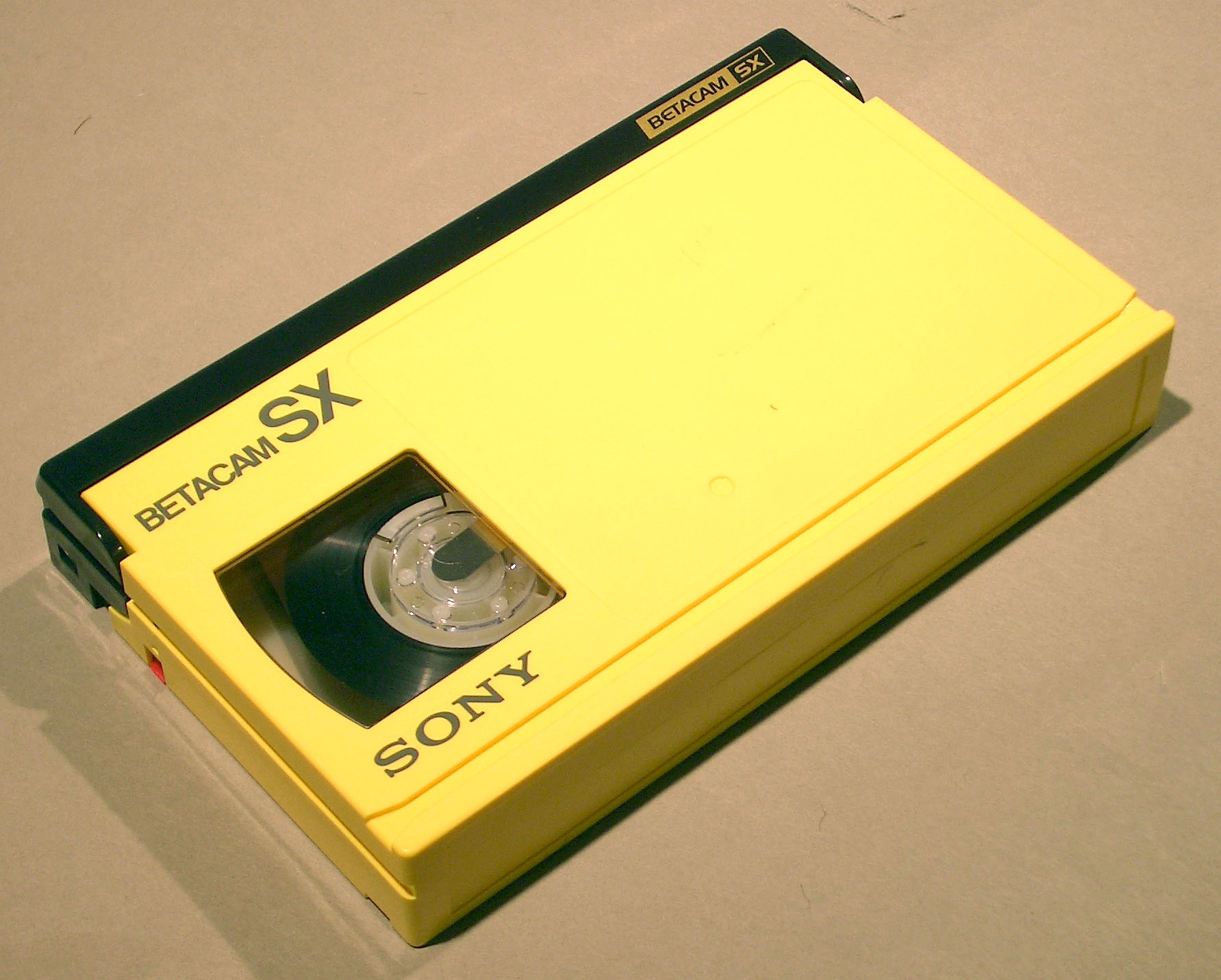
Betacam SX

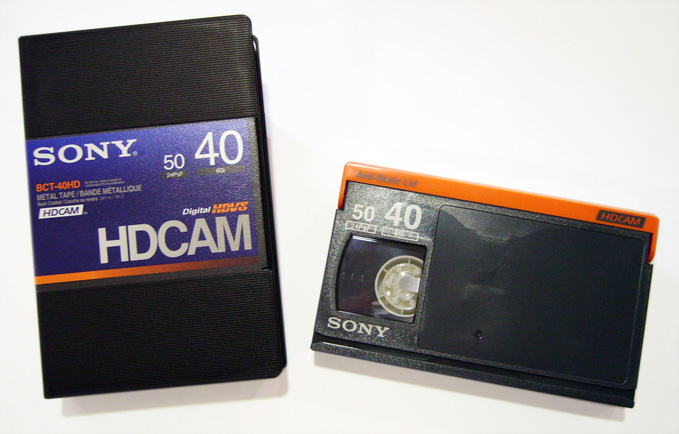
HDCAM

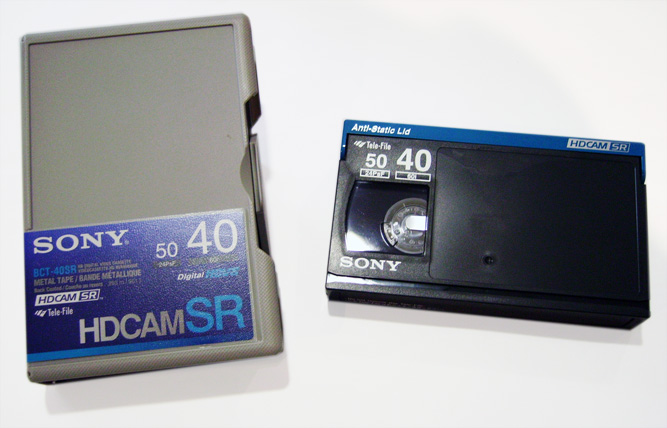
HDCAM SR

Os tipos do Betacam são:

### Betacam (1982-1990)
Introduzido em 1982 pela Sony, com uma linha de câmeras e um leitor de fitas, alcançou um rápido sucesso devido à sua qualidade de imagem e também com o lançamento das primeiras camcorders, câmeras que uniam as funções de captar e registrar as imagens. As fitas Betacam tinham sua estrutura semelhante às fitas Betamax. Tanto que um fita virgem de um formato podia ser utilizado para gravar no outro formato. Prática que mais tarde foi desencorajada pela Sony, devido às diferenças na composição interna dos tapes Betamax, que não eram apropriados para as velocidades mais altas de gravação do sistema Betacam.

### Betacam SP (1986-2001)
Possuía uma maior quantidade de linhas de resolução (500 linhas) e fitas revestidas com partículas de metal Alumina-Silica, gerando uma qualidade de imagem superior.

### Betacam Digital (1993-2016)
Conhecida internacionalmente como Digital Betacam e também como Digibeta, D-Beta, DBC ou Digi, o formato foi lançado em 1993, como uma evolução ao formato Betacam SP. Entre algumas das suas principais vantagens estavam:
- a qualidade de imagem superior aos formatos DVCam e DVCPro, introduzidos quase na mesma época;
- a introdução da conexão SDI em alguns dos seus equipamentos, para a captura em sinal digital;
- e também a retrocompatibilidade de alguns dos seus equipamentos com os formatos Betacam e Betacam SP.

As imagens eram gravadas em sinal de vídeo componente YUV de 10bit com compressão de imagem 4:2:2, nas resoluções 720x576 (PAL) e 720x480 (NTSC).

### Betacam SX (1996-2007)
Evolução do formato Betacam SP no qual é utilizado o sistema de compressão MPEG Profile@ML. Lançado em 1996, o Betacam SX foi apresentado como uma versão mais econômica com relação ao Betacam Digital. As fitas Betacam e Betacam SP eram compatíveis com o formato, permitindo utilizar o acervo de fitas antigas para a gravação de imagens.

### MPEG IMX (2001-2016)
É uma evolução do formato Betacam Digital, no qual é utilizado o sistema de compressão MPEG, mas com um bitrate maior do que o Betacam SX.

### HDCam (1997-2016)
Versão HD do formato Betacam Digital, que grava as imagens com compressão de 8-bit DCC 4:2:2. A sua resolução é de 1440x1080 com um upscale para 1920x1080 na reprodução das imagens.

### HDCam SR (2003-2016)
O HDCam SR foi apresentado em 2003 como um formato superior ao HDCam, por isso a existência da sigla "SR" (de Superior Resolution, resolução superior). O formato, além de gravar em uma compressão superior de imagem (sinal RGB a 10-bits por 4:2:2 ou 4:4:4), também grava em uma taxa de compressão maior (440 Mbits/s ou 880 Mbit/s, dependendo do equipamento) do que a HDCam.

## Dados Técnicos
Tabela com dados técnicos do betacam:
| Nome            | Data | Tipo                | Tamanho | Resolução (horizontal)     | Tempo (minutos)  |
| --------------- | ---- | ------------------- | ------- | -------------------------- | ---------------- |
| Betacam         | 1982 | óxido de ferro      | 1/2"    | 300 linhas                 | 30               |
| Betacam SP      | 1986 | partículas de metal | 1/2"    | 500 linhas                 | 90               |
| Betacam Digital | 1993 | partículas de metal | 1/2"    | 1200 linhas                | 40 (S) / 124 (L) |
| Betacam SX      | 1997 | partículas de metal | 1/2"    | 800 linhas                 | 62 (S) / 194 (L) |
| MPEG IMX        | 2001 | partículas de metal | 1/2"    | 1200 linhas                | 60 (S) / 184 (L) |
| HDCam           | 1997 | partículas de metal | 1/2"    | 1800 linhas (1920 upscale) | 40 (S) / 124 (L) |
| HDCam SR        | 2003 | partículas de metal | 1/2"    | 1920 linhas                | 40 (S) / 124 (L) |